# Divoký kámen
Divoký kámen (historyczna nazwa niem. Wilder Stein, cz. Divák) – szczyt o wysokości 1286 m n.p.m. (podawana jest też wysokość 1285 m n.p.m.  lub 1285,3 m n.p.m. ) w paśmie górskim Wysokiego Jesionika (cz. Hrubý Jeseník), w północno-wschodnich Czechach, w Sudetach Wschodnich, na Morawach, w obrębie gminy Loučná nad Desnou, oddalony o około 2,1 km na południowy zachód od szczytu góry Pradziad (cz. Praděd). Rozległość szczytu wraz ze stokami (powierzchnia stoków) szacowana jest na około 1,2 km², a średnie nachylenie wszystkich stoków wynosi około 21°.

## Charakterystyka
Divoký kámen z uwagi na nieprzekraczającą minimalną wysokość pomiędzy szczytem i najniższym punktem przełęczy (minimalna deniwelacja względna) w kierunku góry Pradziad (min. 5 m) nie jest przez niektórych autorów zaliczony jako odrębna góra. Traktowany raczej jako wydłużenie stoku góry Pradziad.

### Lokalizacja
Szczyt Divoký kámen położony jest w centrum całego pasma Wysokiego Jesionika, leżący w części Wysokiego Jesionika, w północno-wschodnim obszarze (mikroregionu) o nazwie Masyw Pradziada (cz. Pradědská hornatina), przy górze Pradziad. Jest szczytem niezbyt charakterystycznym, „dopiętym” od zachodu do grzbietu (grzebienia) głównego góry Pradziad, biegnącego od przełęczy Skřítek do przełęczy Červenohorské sedlo. Jest szczytem niewidocznym z drogi okalającej połać szczytową góry Pradziad, bo przysłonięty kopułą szczytową góry Pradziad, a z innego charakterystycznego punktu widokowego – z drogi okalającej szczyt góry Dlouhé stráně, rozpoznawalny i dobrze widoczny, pomiędzy szczytami Pradziad i Petrovy kameny (poniżej w linii patrzenia w kierunku przełęczy Sedlo Barborka). Bardzo dobrze widoczny np. z czerwonego szlaku rowerowego  w pobliżu góry Velká Jezerná.
Szczyt wraz ze stokami ograniczają: od wschodu przełęcz o wysokości 1283 m n.p.m. w kierunku szczytu Pradziad, od południa dolina potoku Malý Dědův potok, od zachodu dolina rzeki Divoká Desná oraz od północy dolina nienazwanego potoku, będącego dopływem rzeki Divoká Desná, płynącego w żlebie Divoký důl. W otoczeniu szczytu Divoký kámen znajdują się następujące szczyty: od północnego zachodu Medvědí hřbet, od północnego wschodu Velký Děd i Pradziad, od południowego wschodu Petrovy kameny, Vysoká hole, Vysoká hole–JZ i Kamzičník, od południa Nad soutokem i Zámčisko–SZ oraz od południowego zachodu Velká Jezerná, Velká Jezerná–J i Hubertka. 

### Szczyt
Na zalesionej połaci szczytowej otoczonej borem świerkowym, znajduje się niewielka polana, pokryta trawą wysokogórską oraz powałem kilkudziesięciu pni. Na połaci szczytowej znajduje się punkt geodezyjny, oznaczony na mapach geodezyjnych numerem (28.), o wysokości 1285,32 m n.p.m. oraz współrzędnych geograficznych (50°04′29,65″N 17°12′14,51″E/50,074903 17,204031). Państwowy urząd geodezyjny o nazwie (cz. Český úřad zeměměřický a katastrální (CÚZK)) w Pradze podaje jako najwyższy punkt – szczyt – o wysokości 1285,6 m n.p.m. i współrzędnych geograficznych (50°04′29,8″N 17°12′14,4″E/50,074944 17,204000), oddalony o około 6 m na północny zachód od punktu geodezyjnego. Szczyt z uwagi na zalesienie nie jest punktem widokowym. 
Na szczyt nie prowadzi żaden znakowany szlak turystyczny. Dojście do niego jest trudne, wymaga dużej wprawy i doświadczenia w orientacji w terenie. Idąc jedną z dostępnych nieoznakowanych ścieżek: od hotelu górskiego Kurzovní chata lub odbijając z niebieskiego szlaku turystycznego , należy kierować się orientacyjnie ku szczytowi, korzystając jednocześnie ze szczegółowych map. W orientacji w zalesieniu pomocne mogą okazać się urządzenia z aplikacją GPS. Ponadto należy mieć na uwadze pował drzew na połaci szczytowej znacznie utrudniający swobodne poruszanie. Z uwagi na ochronę cennego ekosystemu całego utworzonego tu narodowego rezerwatu przyrody Praděd dojście na szczyt nie jest zalecane. 

### Stoki

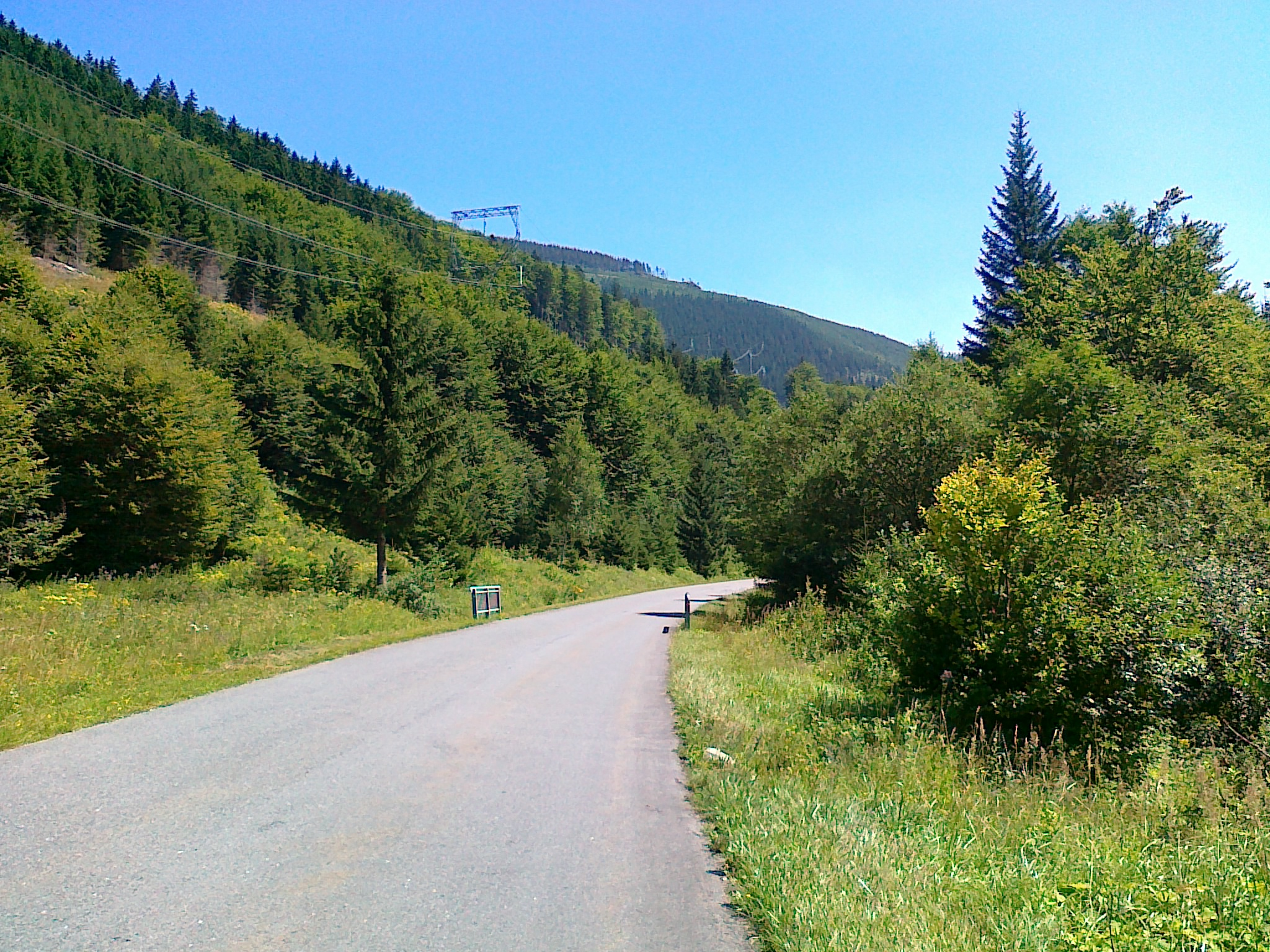
Widok z drogi wzdłuż doliny rzeki Divoká Desná na stoki Medvědí hřbet oraz Divoký kámen (2012 rok)

W obrębie szczytu można wyróżnić trzy następujące zasadnicze stoki:
- północno-zachodni, biegnący od połaci szczytowej do żlebu Divoký důl
- zachodni, biegnący od połaci szczytowej do doliny rzeki Divoká Desná
- południowy, biegnący od połaci szczytowej do doliny potoku Malý Dědův potok

Występują tu wszystkie typy zalesienia: bór świerkowy, las mieszany oraz las liściasty, przy czym dominuje zalesienie borem świerkowym. Na stokach północno-zachodnim i zachodnim poza borem świerkowym, występują obszary lasu mieszanego, a na stoku zachodnim w dolnych partiach nawet kilkusetmetrowe połacie lasu liściastego. Stok południowy pokryty jest borem świerkowym z występującym na wysokościach mniej więcej (1160–1230) m n.p.m. kilkusetmetrowym ogołoceniem. Ponadto na stokach występują przerzedzenia drzewostanu. Na stoku północno-zachodnim na wysokościach (1100–1200) m n.p.m. występuje kilkusetmetrowa grupa skalna.
Stoki mają stosunkowo jednolite i zróżnicowane nachylenia. Średnie nachylenie stoków waha się bowiem od 15° (stok południowy) do 25° (stok północno-zachodni). Średnie nachylenie wszystkich stoków góry (średnia ważona nachyleń stoków) wynosi około 21°. Maksymalne średnie nachylenie stoku północno-zachodniego, w pobliżu grup skalnych na odcinku 50 m nie przekracza 55°. Poza wytyczoną u podnóża stoku zachodniego w pobliżu doliny rzeki Divoká Desná asfaltową drogą, na której wyznaczono szlaki turystyczne, stoki pokryte są nielicznymi fragmentami dróg (Hladová cesta) i nielicznymi na ogół nieoznakowanymi ścieżkami. Przemierzając te ścieżki zaleca się korzystanie ze szczegółowych map, z uwagi na zawiłości ich przebiegu, zalesienie oraz zorientowanie w terenie. 

### Geologia
Pod względem geologicznym Divoký kámen ze stokami należy do jednostki określanej jako kopuła Desny i zbudowany jest ze skał metamorficznych, głównie: gnejsów (biotytów, chlorytów i muskowitów) i fyllonitów.

### Wody
Grzbiet główny (grzebień) góry Pradziad, biegnący od przełęczy Skřítek do przełęczy Červenohorské sedlo oraz dalej do przełęczy Ramzovskiej (cz. Ramzovské sedlo) jest częścią granicy Wielkiego Europejskiego Działu Wodnego, dzielącej zlewiska Morza Bałtyckiego i Morza Czarnego . 
Szczyt wraz ze stokami położony jest na zachód od tej granicy, należy więc do zlewni Morza Czarnego, do którego płyną wody m.in. z dorzecza Dunaju, będącego przedłużeniem płynących z tej części Wysokiego Jesionika rzek czy górskich potoków (m.in. płynącego potoku o nazwie Malý Dědův potok, będącego dopływem rzeki Divoká Desná). Na granicy stoku północno-zachodniego, w odległości około 550 m na północny zachód od szczytu, w żlebie Divoký důl, na płynącym tam potoku, na wysokości około 995 m n.p.m. występuje kaskada złożona z dwóch wodospadów o tej samej nazwie co szczyt, a mianowicie (cz. Divoký kámen) o wysokości (2 i 3) m. 

## Ochrona przyrody

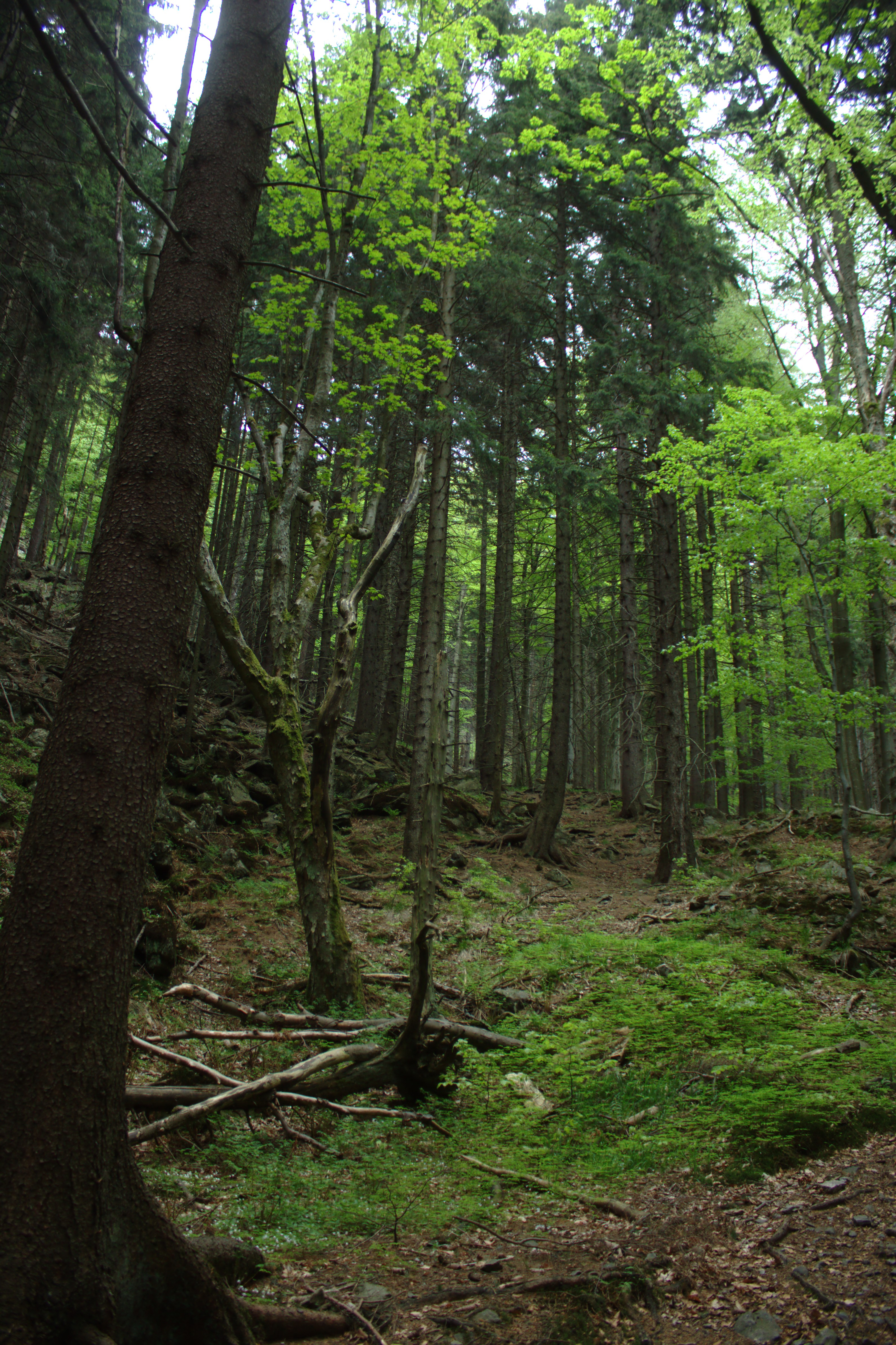
Rezerwat przyrody Divoký důl (2016 rok)

Połać szczytowa, stok północno-zachodni oraz północna część stoku zachodniego znajdują się w obrębie narodowego rezerwatu przyrody Praděd o powierzchni około 2031 ha, powstałego w 1991 roku z połączenia 6 odrębnych rezerwatów przyrody, w tym rezerwatu przyrody Divoký důl  (→ Rezerwat przyrody Divoký důl), będącego częścią wydzielonego obszaru objętego ochroną o nazwie Obszar Chronionego Krajobrazu Jesioniki (cz. Chráněná krajinná oblast (CHKO) Jeseníky), a utworzonego w celu ochrony utworów skalnych, ziemnych i roślinnych oraz rzadkich gatunków zwierząt. Na stokach nie utworzono żadnych obiektów nazwanych pomnikami przyrody oraz nie wytyczono żadnych ścieżek dydaktycznych.

## Turystyka
W obrębie szczytu i stoków nie ma żadnego schroniska turystycznego lub hotelu górskiego. W odległości około 3,1 km na północ od szczytu znajduje się najstarsze schronisko w paśmie Wysokiego Jesionika Švýcárna. Poza tym w odległości około 2,5 km w kierunku wschodnim od szczytu, przy drodze Hvězda – Pradziad, na stoku góry Petrovy kameny znajdują się hotele górskie: Ovčárna i Figura oraz schronisko Sabinka. Nieco bliżej, bo około 2,1 km na północny wschód od szczytu, na wieży Pradziad: hotel Praděd, około 2 km na wschód od szczytu schronisko Barborka i około 1,5 km na wschód od szczytu hotel Kurzovní chata. 
W odległości około 900 m na zachód od szczytu, u podnóża stoku zachodniego, blisko skrzyżowania turystycznego (cz. U Kamenné chaty) znajduje się chata o nazwie (cz. Kamenná chata), ale nie ma ona charakteru typowego schroniska turystycznego, a którą zalicza się do tzw. chat łowieckich. 
Kluczowym punktem turystycznym jest oddalone o około 940 m na zachód od szczytu skrzyżowanie turystyczne U Kamenné chaty z podaną na tablicy informacyjnej wysokością 860 m, przez które przechodzą szlaki turystyczne i szlak rowerowy. 

### Szlaki turystyczne, rowerowe i trasy narciarskie
Klub Czeskich Turystów (cz. Klub Českých Turistů) wytyczył u podnóża stoku zachodniego dwa szlaki turystyczne na trasach:
 Skřítek – Ztracené skály – szczyt Ztracené kameny – szczyt Pec – szczyt Pecný – góra Břidličná hora – Jelení studánka – góra Jelení hřbet – przełęcz Sedlo nad Malým kotlem – góra Velký Máj – U Františkovy myslivny – góra Zámčisko–S – Zámčisko–SZ – U Kamenné chaty
 Kouty nad Desnou – dolina rzeki Divoká Desná – U Kamenné chaty – narodowy rezerwat przyrody Praděd – Velký Děd – szczyt Pradziad
U podnóża stoku zachodniego przebiega również jedyny szlak rowerowy na trasie:
 Loučná nad Desnou – góra Seč – góra Čepel – góra Mravenečník – Medvědí hora – Kamenec (1) – góra Dlouhé stráně – góra Velká Jezerná – dolina rzeki Divoká Desná – Kouty nad Desnou – góra Černá stráň – przełęcz Přemyslovské sedlo – góra Tři kameny – góra Ucháč – góra Jelení skok – góra Loveč – góra Lískovec – Loučná nad Desnou
W obrębie szczytu oraz na stokach nie poprowadzono żadnej trasy narciarstwa biegowego, ani żadnej trasy narciarstwa zjazdowego.